# Chanderi
Chanderi (en hindi: चंदेरी ) es una localidad de la India, en el distrito de Ashok Nagar, estado de Madhya Pradesh.

## Geografía
Se encuentra a una altitud de 454 m s. n. m. a  km de la capital estatal, Bhopal, en la zona horaria UTC +5:30.

## Demografía
Según estimación 2010 contaba con una población de 38 477 habitantes.